# Sopiko Guramishvili
Sopiko Guramishvili (en géorgien : სოფიკო გურამიშვილი) est une joueuse et une commentatrice d'échecs géorgienne née le 1er janvier 1991. Elle détient depuis 2009 le titre de grand maître international féminin, ainsi que celui de maître international (titre mixte) depuis 2012. Elle est mariée à Anish Giri, qui fait partie des dix meilleurs joueurs d'échecs mondiaux en 2019.

## Carrière
Sopiko Guramishvili termine à la seconde place lors du championnat du monde des filles de moins de 14 ans de 2003 et remporte le championnat du monde pour les filles de moins de 16 ans en 2006. En 2004, elle dispute un match contre Irine Kharisma Sukandar à Jakarta, match consistant en deux parties-éclairs et quatre parties normales. Elle remporte le match par 4-2.
Sopiko Guramishvili remporte la médaille de bronze lors du Championnat du monde universitaire féminin de 2010, disputé à Zurich. 
En janvier 2012, elle remporte le tournoi toutes rondes féminin de Reggio Emilia. 
Elle a commenté en direct, en compagnie de Peter Svidler, le match du championnat du monde d'échecs 2014 entre Magnus Carlsen et Viswanathan Anand à Sotchi en Russie. En octobre 2015, elle gagne un match en six parties par 5,5 à 0,5, face à Anna-Maja Kazarian, championne d'Europe des moins de 16 ans, lors du festival d'échecs de Hoogeveen.